# 大瓦爾博納峰
41°28′7.841″N 1°6′46.22″E / 41.46884472°N 1.1128389°E
大瓦爾博納峰，是西班牙的山峰，位於該國東北部加泰羅尼亞，處於加泰羅尼亞中央盆地，屬於塔拉特山脈的一部分，海拔高度802米。